# Platythyrea tenuis
Platythyrea tenuis är en myrart som beskrevs av Carlo Emery 1899. Platythyrea tenuis ingår i släktet Platythyrea och familjen myror. Inga underarter finns listade i Catalogue of Life.